# Eric Stefansson
Eric Magnus Stefansson, född 3 februari 1915 i Transtrands församling, Kopparbergs län, död 5 juli 2001 i Söderhamn var en svensk jägmästare. Han var far till Nils Stefansson.
Efter examen från Skogshögskolan 1944 var Stefansson föreståndare för Sundmostationen (belägen i Ådals-Lidens landskommun) inom Föreningen för växtförädling av skogsträd 1945–56, skogsvårdschef vid Wifstavarfs AB 1956–59 och 1962–66, professor och föreståndare för avdelningen för skogsföryngring vid Statens skogsforskningsinstitut 1959–62, skogsvårdschef vid Bergvik och Ala AB samt Kopparfors AB 1967–76 samt konsult i skogsfrågor vid Stora Kopparbergs Bergslags AB-Bergvik och Nova Scotia Forest Industry 1977–80. 
Stefansson författade skrifter om skogsföryngring, främmande barrträd, skoglig växtförädling och proveniensproblem. Han invaldes som ledamot av Skogs- och Lantbruksakademien 1957.